# Epsilon Indi
Epsilon Indi (ε Indi) is een dubbelster in het sterrenbeeld Indiaan (Indus). Epsilon Indi A is een oranje dwerg. De ster staat 11,87 Lichtjaar van de zon en vermoedelijk bezit deze twee bruine dwergen als planeet.

## Dubbelster
In januari 2003 werden 2 bruine dwergen in een baan van 1500 AE om de ster ontdekt. Deze werden Epsilon Indi Ba en Epsilon Indi Bb (40 en 60 maal de massa van Jupiter) gedoopt.
Onderling staan ze 2,1 AE uit elkaar. Hun gezamenlijke omloopbaan om Epsilon Indi A duurt 15 Jaar.

## Planeet?
In 2013 werd bekend dat de HARPS telescoop een planeet rond ε Indi A vermoedde. Deze zou een omlooptijd van 30 jaar hebben en 0,97 maal de massa van Jupiter hebben. De baan zou 8,82 AE bedragen.